# N-(3-氯丙基)二甲胺
N-(3-氯丙基)二甲胺是一种有机化合物，化学式为C5H12ClN。它可由3-二甲氨基丙醇和氯化亚砜反应制得：
它和1,3-丙磺酸内酯在二氯乙烷中加热反应，可以得到N-(3-氯丙基)-N-(3-磺酸基丙基)二甲铵内盐。
它可用于苄达明的合成。